# Носса-Сеньора-душ-Ремедиуш (Повоасан)
Носса-Сеньора-душ-Ремедиуш (порт. Nossa Senhora dos Remédios) — район (фрегезия) в Португалии, входит в округ Азорские острова. Расположен на острове Сан-Мигел. Является составной частью муниципалитета Вила-да-Повуасан. Население составляет 1072 человека на 2001 год. Занимает площадь 12,66 км².
Покровителем района считается Дева Мария (порт. Nossa Senhora dos Remédios).

## История
Район основан в 1957 году.